# Tetraminouxia
Tetraminouxia es un género de foraminífero bentónico de la subfamilia Minouxiinae, de la familia Eggerellidae, de la superfamilia Eggerelloidea, del suborden Textulariina y del orden Textulariida. Su especie tipo es Tetraminouxia gibbosa. Su rango cronoestratigráfico abarca el Santoniense (Cretácico superior).

## Discusión
Clasificaciones previas incluían Tetraminouxia en la superfamilia Textularioidea, del suborden Textulariina y del orden Textulariida.

## Clasificación
Tetraminouxia incluye a las siguientes especies:
- Tetraminouxia gibbosa †
- Tetraminouxia salentina †